# 1701 en littérature
| Années de la littérature : 1698 - 1699 - 1700 - 1701 - 1702 - 1703 - 1704    |
| Décennies de la littérature : 1670 - 1680 - 1690 - 1700 - 1710 - 1720 - 1730 |

Cet article présente les faits marquants de l'année 1701 en littérature.

## Événements
- 20 juillet : la construction de la bibliothèque Marsh à Dublin est approuvée[1].
- 3 novembre : inauguration de la bibliothèque Casanatense à Rome[2].

- L’abbé Jean-Paul Bignon, directeur de la Librairie, dirige le Journal des sçavans (1701-1714). Il en confie la rédaction à une « Compagnie de Gens de Lettres » de six membres[3].

## Parutions
- Janvier The True-born Englishman (en) (« L’Anglais de bonne souche »), poème satirique de Daniel Defoe, qui défend le roi d'Angleterre Guillaume III et sa politique[4].
- Janvier-février : Mémoires pour l’histoire des sciences et des beaux-arts, Trévoux, Jean Boudot, 1701 (présentation en ligne), premier numéro du Journal de Trévoux. Ce célèbre journal créé par les jésuites Michel Le Tellier et Jacques-Philippe Lallemant, porte le nom de la petite ville où il est fondé.
- Juillet-Août : The History of the Kentish Petition, pamphlet de Daniel Defoe[4].

- Opera Posthuma Cartesii, de René Descartes, publié à Amsterdam, qui contient la Recherche de la vérité par les lumières naturelles et les Règles pour la direction de l'esprit[5].

- Publication de la Satire XI de Boileau, composée en 1698[6].

## Décès
- 2 juin : Madeleine de Scudéry, femme de lettres française (née en 1607)
- 15 septembre : Edme Boursault, homme de lettres français (né en 1638)